# تعتيم (ألبوم)
«تعتيم» أو «بلاك اوت» (بالإنجليزية: Blackout) هو خامس ألبوم ستوديو للمغنية الأمريكية بريتني سبيرز، أصدرت تسجيلات جايف الألبوم في 25 أكتوبر، 2007.
بدأت سبيرز على العمل في هذا الألبوم في عام 2006 وتابعت في 2007, وهو الوقت الذي كانت فيه سبيرز محاطة بالمشاكل الشخصية, منها وضعها تحت الوصاية القانونية لسلوكها غير المنتظم وطلاقها من زوجها كيفين فيديرلاين الذي أحبط عزيمتها.
يحمل الألبوم طوابع مختلفة من الـبوب، الـتكنو والموسيقى الإلكترونية، ويتحدث بشكل عام عن الجنس، الحب وصراع سبيرز مع وسائل الإعلام. وتلقى نقداً متفاوتاً فوصف بعض النقاد هذا الألبوم ذا مستوى عالٍ موسيقياً وصنفته مجلة «ذا تايمز» كخامس أفضل ألبوم بوب في العقد. وكان المخطط طرحه في 13 نوفمبر في الولايات قبل تسريبه, وكان متوقع أن يتصدر قائمة البيلبورد ولكنه كان رقم 2 بحجم مبيعات يقارب 300,000 في الأسبوع الأول, وعرف بأنه أول ألبوم لسبيرز لا يتصدر قوائم الولايات المتحدة, ولكنه أخذ أسطوانة بلاتينية من رابطة صناعة التسجيلات الأمريكية لبيعه أكثر من مليون نسخة, ووصل إلى قوائم توب 10 في عدة دول وكسب شهادات عالمياً. وفي نهاية الـ 2008, باع ألبوم تعتيم ما يقارب الـ 3.1 مليون نسخة عالمياً.
أصدرت بريتني من الألبوم 3 أغانِ منفردة, وأول أغنية «أعطني أكثر» كانت #3 في أمريكا, والأغاني التالية «مقاتلتي» و «اكسر الجليد» كانو #18 و #43. لم تروج سبيرز بقوة لهذا الألبوم فاكتفت باطلالتها لترويج أغنية «أعطني أكثر» في حفل تسليم جوائز ام تي في للأغاني المصورة والذي وصف بالسيئ وقتها. وفي 2012, أضيف الألبوم لقائمة أرشيف الصالة الفخرية للروك اند رول.

## وصلات خارجية
- تعتيم على موقع أول موفي (الإنجليزية)

| #   | عنوان                                       | المدة |
| --- | ------------------------------------------- | ----- |
| 1.  | "أعطني أكثر Gimme More"                     | 4:11  |
| 2.  | "مقاتلتي Piece of Me"                       | 3:32  |
| 3.  | "رادار Radar"                               | 3:49  |
| 4.  | "اكسر الجليد Break the Ice"                 | 3:16  |
| 5.  | "جنة على الأرض Heaven on Earth"             | 4:52  |
| 6.  | "تعر (لدي خطة) Get Naked (I Got a Plan)"    | 4:45  |
| 7.  | "عرض مسوخ Freakshow"                        | 2:55  |
| 8.  | "جندي لعبة Toy Soldier"                     | 3:22  |
| 9.  | "ساخن كالجليد Hot as Ice"                   | 3:16  |
| 10. | "أوه أوه حبيبي Ooh Ooh Baby"                | 3:28  |
| 11. | "حبيب مثالي Perfect Lover"                  | 3:02  |
| 12. | "لما يجب أن أكون حزينة Why Should I Be Sad" | 3:50  |